# 25697 Kadiyala
25697 Kadiyala è un asteroide della fascia principale. Scoperto nel 2000, presenta un'orbita caratterizzata da un semiasse maggiore pari a 2,6596406 UA e da un'eccentricità di 0,0631651, inclinata di 2,78595° rispetto all'eclittica.